# Kari Övermark
Kari Juhani Övermark (ur. 26 maja 1955 w Lappajärvi) – fiński zapaśnik walczący w stylu wolnym. Olimpijczyk z Montrealu 1976, gdzie zajął siódme miejsce w kategorii 68 kg.
Czwarty na mistrzostwach Europy w 1977. Zdobył trzy medale na mistrzostwach nordyckich w latach 1976 – 1978.
Brat Jarmo Övermarka, zapaśnika, olimpijczyka z Montrealu 1976, Moskwy 1980 i Los Angeles 1984, a także zapaśnika Hannu Övermarka.